# 饭岛彰己
飯島彰己（1950年9月23日—）是日本商人，三井物產第11任社長。

## 生平
1950年出生于神奈川縣橫須賀市（逗子市）。1974年毕业于橫濱國立大學企业经济学专业。1974年进入三井物產工作。之后历任英国三井物产钢铁原料课长、三井物产制钢原料部长、金属总括部长、金属-能源总括部长等职位。2006年升任执行董事、钢铁原料-有色金属本部长。2008年成为董事会法人代表董事、专务执行董事。2009年就任法人代表董事兼社長，年薪1亿3500万日元。2013年的职位年收入为1亿9300万日元。2015年就任法人代表会长（董事长）。
2013年10月，他与俄罗斯石油公司总裁签署协议，共同建设位于俄羅斯遠東地區納霍德卡的大型石化企业。
2018年9月，他作为三井物產董事长，与俄罗斯天然气工业股份公司首席执行官就波罗的海液化天然气项目签署谅解备忘录。

## 荣誉
- 2010年：在日巴西商業会議所2010年“年度人物”[9]。
- 2015年：国际谅解商务委员会（英语：Business Council for International Understanding）颁发的艾森豪威尔奖[10][11]。
- 2017年：俄罗斯友谊勋章[12]。